# Annette Kellerman

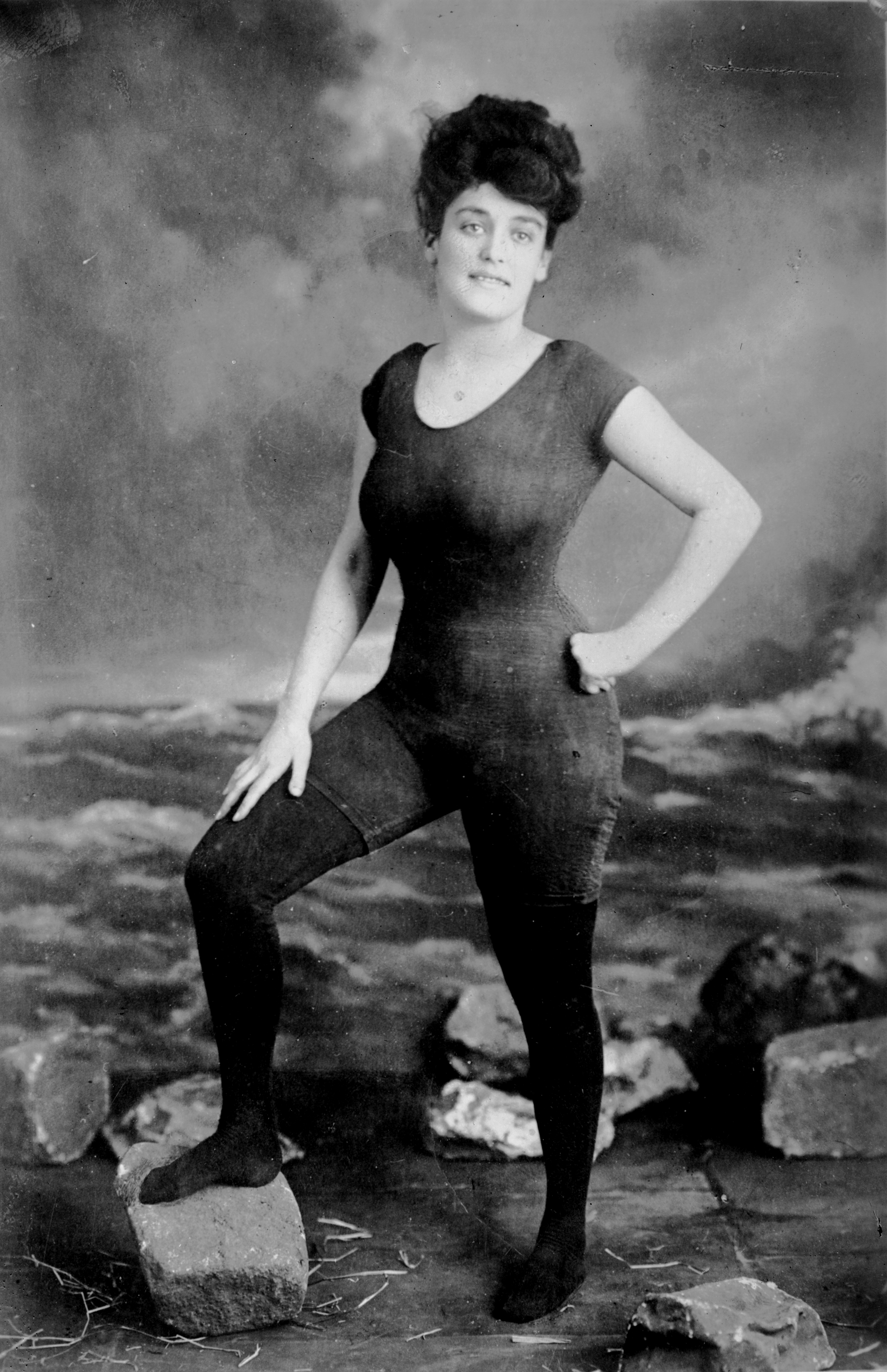
Annette Kellerman in haar badpak in 1923

Annette Kellerman (6 juli 1886 - 6 november 1975) was een Australische professionele zwemster, vaudevillester, actrice en schrijfster.

## Jeugd en zwemcarrière
Kellerman werd geboren in Marrickville in Australië in 1886. Op haar zesde begon ze met zwemmen. In 1905 deed ze, als eerste vrouw een poging om Het Kanaal over te zwemmen. Na drie mislukte pogingen gaf ze het op. Ze was de eerste vrouw die een eendelig badpak droeg. Ze maakte zelfs haar eigen lijn van badpakken. In die tijd was de grootste concurrente van Kellerman haar landgenote Beatrice Kerr. Ondanks hun rivaliteit ontmoetten ze elkaar nooit in een competitiewedstrijd.

## Filmcarrière
Na haar zwemcarrière besloot ze een filmcarrière te starten. In 1916 was ze de eerste actrice (in een hoofdrol), die een naaktscène speelde. Ze verscheen volledig naakt in A Daughter of the Gods. Dit was de eerste film ooit met een budget van 1 miljoen dollar. In 1911 was ze de eerste actrice die een zeemeerminnenpak droeg in een film, waarmee ze een verre voorloopster was van Glynis Johns (Miranda, 1948) en Daryl Hannah (Splash, 1984). Ze verscheen in 1924 in een van de laatste films gemaakt in Prizma Color, Venus of the South Seas. Dit is ook de enige film van Kellerman die volledig bewaard is gebleven.

## Schrijfster
Kellerman schreef verschillende boeken over zwemmen, zoals How To Swim (1918) en Physical Beauty: How To Keep It (1919), en kinderverhalen, zoals Fairy Tales of the South Seas (1926).

## Later leven en overlijden
Annette Kellerman was een overtuigde vegetariër. Ze opende haar eigen health food bar in Long Beach (Californië) na haar filmcarrière. In 1970 keerde ze met haar man terug naar Australië, waar ze overleed in 1975 op 89-jarige leeftijd. Haar as werd uitgestrooid in het Great Barrier Reef. Kellerman had geen kinderen.
- Australian Dictionary of Biography: kellermann-annette-marie-sarah-6911
- Australian Women's Register: AWE2216b
- Biblioteca Nacional de España: XX1657057
- Bibliothèque nationale de France: cb149759232 (data)
- Gemeinsame Normdatei: 131969803
- International Standard Name Identifier: 0000 0001 1573 4080
- Library of Congress Control Number: nr2003006465
- National Gallery of Victoria: 12354
- Nationale Bibliotheek van Israël: 987008115783005171
- Nederlandse Thesaurus van Auteursnamen: 129860026
- SNAC: w6kp8ft5
- Système universitaire de documentation: 174468768
- Museum of New Zealand Te Papa Tongarewa: 71611
- Trove: 577656
- Virtual International Authority File: 155149106350568492796